# Podły, okrutny, zły
Podły, okrutny, zły (ang. Extremely Wicked, Shockingly Evil and Vile) – amerykański film fabularny z 2019 roku w reżyserii Joego Berlingera. Główne role w filmie zagrali Zac Efron, Lily Collins, Kaya Scodelario i John Malkovich.
Premiera filmu odbyła się 26 stycznia 2019 podczas Sundance Film Festival. Cztery miesiące później, 3 maja, film pojawił się w Stanach Zjednoczonych na platformie internetowej Netflix.

## Fabuła
Ukochany Liz Kendall (Lily Collins), Ted Bundy (Zac Efron) zostaje oskarżony o dokonanie serii zbrodni. Podczas procesu, pierwszego pokazywanego w amerykańskiej telewizji, twierdzi, że jest niewinny. Liz musi wybrać, czy trwać przy partnerze, czy odejść.

## Obsada
- Zac Efron jako Ted Bundy
- Lily Collins jako Liz Kendall
- Kaya Scodelario jako Carole Ann Boone
- Jeffrey Donovan jako John O’Connell
- Angela Sarafyan jako Joanna
- Dylan Baker jako David Yocom
- Brian Geraghty jako Dan Dowd
- Terry Kinney jako Mike Fisher
- Haley Joel Osment jako Jerry Thompson
- James Hetfield jako Bob Hayward
- Grace Victoria Cox jako Carol DaRonch
- Jim Parsons jako Larry Simpson
- John Malkovich jako Edward Cowart

## Odbiór

### Krytyka
Film Podły, okrutny, zły spotkał się z mieszaną reakcją krytyków. W serwisie Rotten Tomatoes 55% ze stu siedemdziesięciu siedmiu recenzji filmu jest pozytywne (średnia ocen wyniosła 5,69 na 10). Na portalu Metacritic średnia ocen z 31 recenzji wyniosła 52 punkty na 100.